# Donatas Nakrošius
Donatas Nakrošius (ur. 17 lutego 1991 w Poniewieżu) – litewski piłkarz występował na pozycji obrońcy. W swojej karierze grał w polskich i litewskich klubach: FBK Kaunas, Stal Rzeszów, Atlantas Kłajpeda, Odra Opole, Klaipėdos Granitas, Polonia Warszawa i MKS Kluczbork, Olimpia Grudziądz, Górnik Łęczna, Garbarnia Kraków,  Podhale Nowy Targ, Legionovia Legionovo. 08.06.2024 zakończył karierę piłkarską. Były reprezentant Litwy do lat 21.